# Pchi-pcha

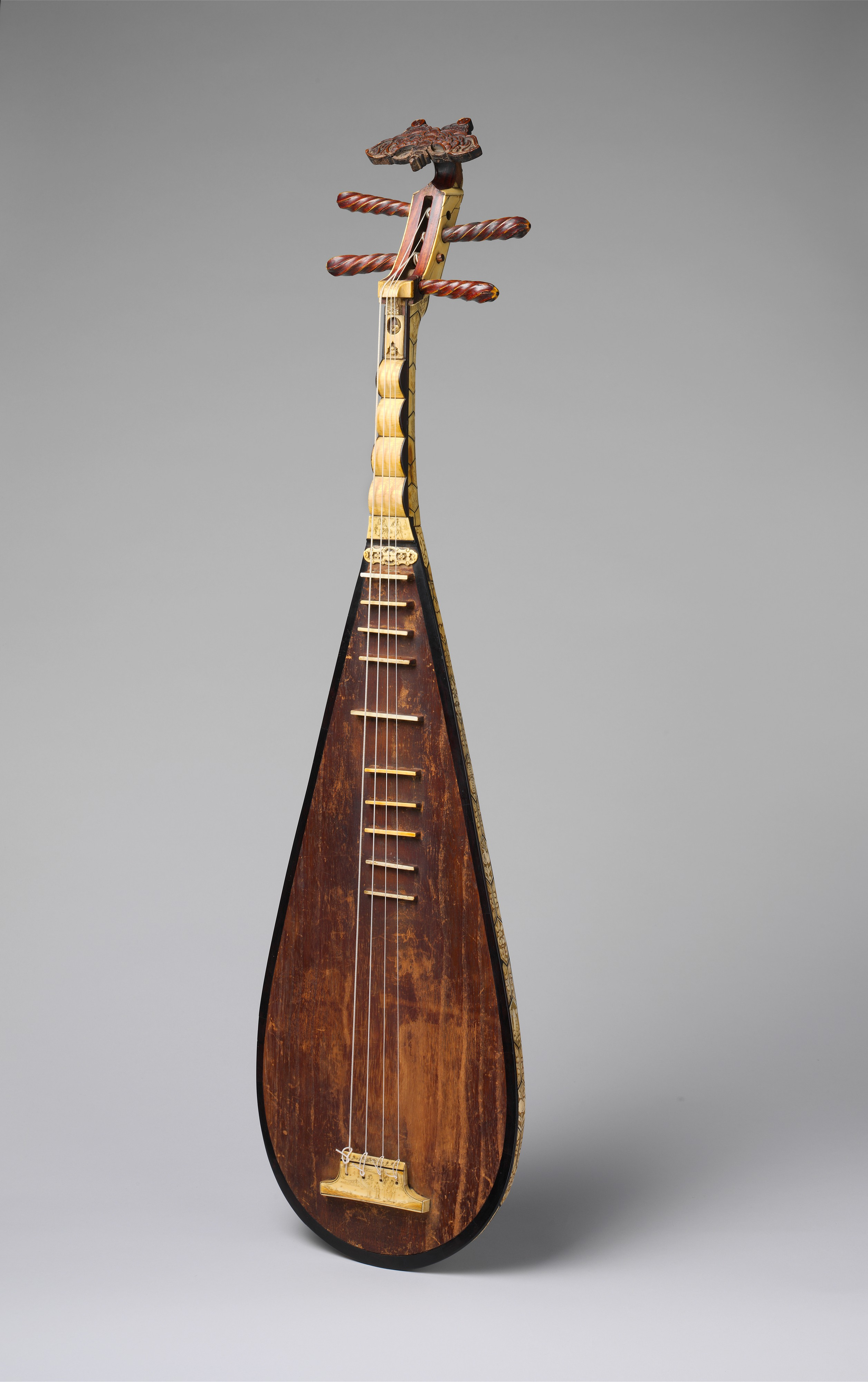
Nástroj Pchi-pcha z konce 16. století

Pchi-pcha (čínsky: 琵琶; pchin-jin: pípá) je tradiční čínský strunný nástroj, vycházející z loutny. V Číně se na něj hraje už přes dva tisíce let a předpokládá se, že je původní, na jeho základě vznikly např. japonská biwa, vietnamská đàn tỳ bà a korejská bipa (jako jediná se už nepoužívá).

## Název
Skládá se ze dvou čínských slabik, každá znamená jeden ze způsobů hry: pi, 琵, znamená pohyb prstů po strunách směrem dolů, pa, 琶 – směrem nahoru.

## Konstrukce, ladění a technika hry
Tělo nástroje má hruškovitý tvar bez rezonančních otvorů. K němu je připevněn krátký krk se zubovitými pražci a čtyřmi kobylkami pro struny. Většinou je pchi-pcha dlouhá kolem 1 metru a široká kolem 35 centimetrů.
Drží se svisle, staví se na koleno. Na struny se hraje trsátky, připevněnými na prstech, někteří hráči hrají speciálně upravenými nehty.
Pchi-pcha má čtyři kovové, nylonové nebo hedvábné struny, laděné většinou A – d – e – a, rozsah nástroje je A – a2. Starší pipy měly více strun.
Pchi-pcha je součástí jak tradičních komorních, tak i moderních symfonických orchestrů, uplatňuje se též jako vynikající sólový nástroj. Vyrábějí se i elektricky zesílené pipy, používané čínskými rockovými muzikanty.